# 1929 no carnaval
Nesta página encontrará referências aos acontecimentos directamente relacionados com o carnaval ocorridos durante o ano de 1929.

## Eventos
- Zé Espinguela organiza aquela que muitos consideram como a primeira disputa entre grupos de samba, no Rio de Janeiro.
- Fundação da Estação Primeira de Mangueira, uma das principais escolas de samba do Rio de Janeiro.

## Nascimentos
| Data | Nome | Profissão | Nacionalidade | Observações | Ref |
| ---- | ---- | --------- | ------------- | ----------- | --- |

## Mortes
| Data | Nome | Profissão | Nacionalidade | Observações | Ref |
| ---- | ---- | --------- | ------------- | ----------- | --- |